# Стварање Адама
Стварање Адама (итал. Creazione di Adamo) један је од девет призора на највишем делу свода Сикстинске капеле. Ова фреска је данас једна од најпрепознатљивијих слика на свету.
Осликавање свода Сикстинске капеле, назване тако по папи Сиксту IV, који је дао да се она сагради, наручио је папа Јулије II, а извео га је Микеланђело, од 10. маја 1508. године, до 31. октобра 1512. године. Димензије ове велике фреске су 4,80 х 2,30 м. Иако је четврта у низу, довршена је међу последњима.
У Стварању Адама Микеланђело се приближио тајни дотицања човечанства и Творца и уобличио је. На слици монументални патријархални Бог пружа своју руку преко слике, ношен анђелима у овалу тамноцрвеног плашта, док му иза леђа провирују наге фигуре, укључујући једну жену (коју многи сматрају Евом) која радознало гледа преко његовог рамена и укрштава поглед са Адамом. У контрасту с том драматичном групом, Адам опуштено лежи на новоствореној земљи јер још није примио искру живота коју му пружа Божија рука. "Десна рука Очева" (према папској химни Veni Creator Spiritus) снажно потиче "првог човека" који као да се буди из сна, при чему је Божији кажипрст усмерен заповеднички и одлучно, док Адам једва успева да подигне руку. Бог своју моћ потврђује и строгим погледом усмереним на Адама који се показује као покоран и пун страхопоштовања.
Основу композиције чине два супротна дела; десни божански овал и леви земаљски троугао с Адамом. Између двају главних ликова постоје симетрија и пресудна повезаност (погледи, паралелност удова, невидљиве повезаности које чине закривљени простор). Празно небо између њих је такође значајно због тога што уоквирују место на коме се скоро дотичу две руке. тачка где се ове две руке скоро спајају представља жариште целог призора. Између Божијег и Адамовог кажипрста као да постоји искра, као да се преноси енергија. Божански се животни дах преноси у физички додир. између ова два прста лежи Очева љубав према ономе што је створио, али и непремостиви јаз између божанског и људског. Микеланђелов ученик, Асканио Кондиви, о томе је рекао: "Видевши испружену Божију руку и мишицу, чини нам се као да Бог Адаму заповеда шта сме, а шта не сме да чини."
Да је Микеланђело намеравао да се држи приче из Прве књиге Мојсијеве (1:27 - "И створи Бог човјека по обличју својему, по обличју Божијему створи га.") види се по физичкој сличности Бога и Адама; готово да се Божији лик на човека преноси као отисак. Мишићава, крепка тела одликују истовремено снага и отменост.
Иако се тонски прелази боје тешко постижу у техници фреске, Микеланђело је успео да оствари висок квалитет кјароскура, а најновија рестаурација Сикстинске капеле показала је да је изворно користио и снажне, разноврсне и зачудо светле боје.